# وليد هلالي
وليد هلالي هو خطاط وفنان تشكيلي تونسي ولد سنة 1976 بالقيروان .
متحصل على الأستاذية في الفنون التشكيلية من المعهد العالي للفنون الجميلة بتونس دورة 2001
- موقع تشكيلي خاص بالرسام وليد الهلالي

1. ↑   http://repertoire-artistestunisiens.com/walid-helali/. {{استشهاد ويب}}: |url= بحاجة لعنوان (مساعدة) والوسيط |title= غير موجود أو فارغ (من ويكي بيانات) (مساعدة)